# 矮鹅观草
矮鹅观草（学名：Roegneria humilis）为禾本科鹅观草属下的一个种。